# Séricorne à grand bec
Sericornis magnirostra
Espèce
Statut de conservation UICN

 LC  : Préoccupation mineure
Le Séricorne à grand bec (Sericornis magnirostra) est une espèce de passereau de la famille des Acanthizidae.